# Heteronematina
Heteronematina es un grupo de protistas euglenoideos que se caracterizan por presentar un aparato de ingestión o citostoma capaz de fagotrofia, pues carecen de cloroplastos. Tienen un modo de locomoción por deslizamiento sobre el sustrato (reptación) utilizando uno o ambos flagelos. Se considera que es una agrupación parafilética que dio lugar a los otros dos grupos (fotosintéticos y osmotrofos).
Actualmente no hay una taxonomía filogenética para los euglenoideos y probablemente la clasificación tradicional basada en el método de alimentación sea artificial. Se han propuesto algunos clados, por ejemplo, Ploeotiida (que incluiría Ploeotia, Entosiphon, Lentomonas y probablemente Keelungia) y Petalomonadida (que incluiría Petalomonas, Notosolenus, Calycimonas y probablemente Sphenomonas).

## Filogenia
El siguiente cladograma muestras las relaciones entre los distintos grupos. Mientras que los clados basales Petalomonadida y Ploeotiida son bacterívoros, Heteronemida y Peranemida son eucarívoros (Rhabdomonadida y Euglenophyceae no se incluyen en Heteronematina).
|     | Heteronemida (?) |
|     | |
| [D] | \| \| Peranemida (P) \| \| \| \| \| [E] \| Euglenophyceae \| \| \| Euglenophyceae \| \| [F] \| Rhabdomonadida \| \| \| Rhabdomonadida \| |
|     | \| \| Peranemida (P) \| \| \| \| \| [E] \| Euglenophyceae \| \| \| Euglenophyceae \| \| [F] \| Rhabdomonadida \| \| \| Rhabdomonadida \| |
|     | Peranemida (P) |
|     | |
| [E] | Euglenophyceae |
|     | Euglenophyceae |
| [F] | Rhabdomonadida |
|     | Rhabdomonadida |

|     | Peranemida (P) |
|     |                |
| [E] | Euglenophyceae |
|     | Euglenophyceae |
| [F] | Rhabdomonadida |
|     | Rhabdomonadida |

|     | Heteronemida (?) |
|     | |
| [D] | \| \| Peranemida (P) \| \| \| \| \| [E] \| Euglenophyceae \| \| \| Euglenophyceae \| \| [F] \| Rhabdomonadida \| \| \| Rhabdomonadida \| |
|     | \| \| Peranemida (P) \| \| \| \| \| [E] \| Euglenophyceae \| \| \| Euglenophyceae \| \| [F] \| Rhabdomonadida \| \| \| Rhabdomonadida \| |
|     | Peranemida (P) |
|     | |
| [E] | Euglenophyceae |
|     | Euglenophyceae |
| [F] | Rhabdomonadida |
|     | Rhabdomonadida |

|     | Peranemida (P) |
|     |                |
| [E] | Euglenophyceae |
|     | Euglenophyceae |
| [F] | Rhabdomonadida |
|     | Rhabdomonadida |

|     | Heteronemida (?) |
|     | |
| [D] | \| \| Peranemida (P) \| \| \| \| \| [E] \| Euglenophyceae \| \| \| Euglenophyceae \| \| [F] \| Rhabdomonadida \| \| \| Rhabdomonadida \| |
|     | \| \| Peranemida (P) \| \| \| \| \| [E] \| Euglenophyceae \| \| \| Euglenophyceae \| \| [F] \| Rhabdomonadida \| \| \| Rhabdomonadida \| |
|     | Peranemida (P) |
|     | |
| [E] | Euglenophyceae |
|     | Euglenophyceae |
| [F] | Rhabdomonadida |
|     | Rhabdomonadida |

|     | Peranemida (P) |
|     |                |
| [E] | Euglenophyceae |
|     | Euglenophyceae |
| [F] | Rhabdomonadida |
|     | Rhabdomonadida |

|     | Heteronemida (?) |
|     | |
| [D] | \| \| Peranemida (P) \| \| \| \| \| [E] \| Euglenophyceae \| \| \| Euglenophyceae \| \| [F] \| Rhabdomonadida \| \| \| Rhabdomonadida \| |
|     | \| \| Peranemida (P) \| \| \| \| \| [E] \| Euglenophyceae \| \| \| Euglenophyceae \| \| [F] \| Rhabdomonadida \| \| \| Rhabdomonadida \| |
|     | Peranemida (P) |
|     | |
| [E] | Euglenophyceae |
|     | Euglenophyceae |
| [F] | Rhabdomonadida |
|     | Rhabdomonadida |

|     | Peranemida (P) |
|     |                |
| [E] | Euglenophyceae |
|     | Euglenophyceae |
| [F] | Rhabdomonadida |
|     | Rhabdomonadida |

Leyendas: [A] Célula rígida, principalmente bacterívoros. [B] Barras robustas en el aparato de alimentación. [C] Célula que puede cambiar de forma, eucarívoros. [D] Más de 20-40 tiras peliculares. [E] Fotoautotrofos o secundariamente osmotrofos. [F] Primariamente osmotrofos.